# مقاطعة يوما (أريزونا)
مقاطعة يوما (بالإنجليزية: Yuma County)‏ هي إحدى مقاطعات ولاية أريزونا في الولايات المتحدة الأمريكية.